# Øksendrup Sogn
Øksendrup Sogn er et sogn i Kerteminde-Nyborg Provsti (Fyens Stift).
I 1800-tallet var Øksendrup Sogn anneks til Langå Sogn. Begge sogne hørte til Gudme Herred i Svendborg Amt. Langå-Øksendrup sognekommune blev ved kommunalreformen i 1970 indlemmet i Ørbæk Kommune, der ved strukturreformen i 2007 indgik i Nyborg Kommune.
I Øksendrup Sogn ligger Øksendrup Kirke.
I sognet findes følgende autoriserede stednavne:
- Blissinge Høj (areal)
- Miklenborg (bebyggelse)
- Tangå (bebyggelse, ejerlav)
- Øksendrup (bebyggelse, ejerlav)